# تام اسکات (موسیقی‌دان)
تام اسکات (انگلیسی: Tom Scott؛ زادهٔ ۱۹ مهٔ ۱۹۴۸) یک موسیقی‌دان اهل ایالات متحده آمریکا است. وی از سال ۱۹۶۵ میلادی تاکنون مشغول فعالیت بوده‌است.